# Al-Zaitounah
Al-Zaitounah, en arabe : الزيتونة, est une municipalité du gouvernorat de Ramallah et Al-Bireh en Palestine. Elle est située à 7,76 km de Ramallah et au centre de la Cisjordanie.
Selon le recensement du bureau central palestinien des statistiques, la localité compte une population de 6 190 habitants en 2017.
Al-Zaitounah est une ville nouvelle qui résulte de la fusion, en 2005, des villages d'Abu Shukhaidem et Al-Mazra'a al-Qibliya.